# Pot de Dorchester

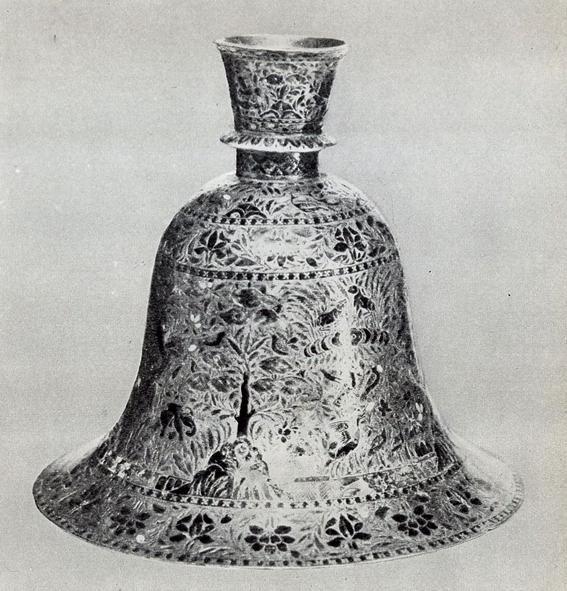
Pot de Dorchester

El  pot de Dorchester  és un gerro o vas de zinc i plata extret d'una roca sòlida a Dorchester (Massachusetts) el 1851. La troballa va ser publicada al Scientific American de juny de 1851. L'objecte es va extreure d'una roca conglomerada (un tipus de roca sedimentària) trobada a 15 peus per sota de la superfície de Meeting House Hill, a Dorchester. El recipient, de forma acampanada, tenia motius florals incrustats en plata.